# Höckelheim

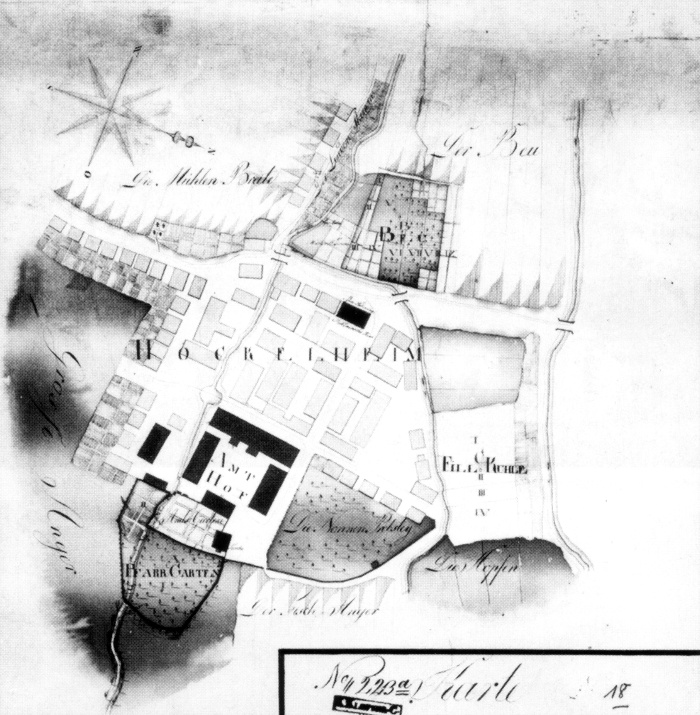
Höckelheim Amtshof in Höckelheim 1829

Höckelheim ist ein Ortsteil der Stadt Northeim im gleichnamigen Landkreis in Niedersachsen. Es leben 1057 Einwohner im Ort.

## Geografie
Der Ort liegt im Leinegraben des Leineberglands, etwa 2 Kilometer westlich der Northeimer Kernstadt. Die Leine fließt in 0,5 km Entfernung östlich an Höckelheim in nördlicher Richtung vorbei. Die Moore, ein Nebenfluss der Leine, mündet hier. Die nächste Großstadt ist Göttingen.

## Geschichte
Höckelheim wurde erstmals 1016 in einer Schenkungsurkunde von Kaiser Heinrich II. an das Erzbistum Paderborn als Hukilhem erwähnt. Der Ort bildete zu der Zeit vermutlich eine Domäne der Immedinger, wird er doch in der angegebenen Urkunde als praedium bezeichnet. Diese Domäne überließ Bischof Meinwerk von Paderborn zunächst seiner Mutter Adela, entriss sie ihr jedoch wieder und übergab die Domäne an Kaiser Heinrich II. der sie anschließend dem Hochstift Paderborn vermachte. Ende des 11. Jahrhunderts tritt in Urkunden erstmals Helmoldus de Huckelem auf, der Allod in Höckelheim besitzt. Man geht davon aus, dass Helmold aus dem Zweig der Immedinger stammt und als Ahn der Edelherren von Plesse anzusehen ist. Ab 1208 ist ein Priester Heinrich in Höckelen bezeugt, der offenbar die hiesige Gemeinde als eine selbständige Kirchengemeinde mit eigener Kirche bediente.
1247 wurde im Ort das Kloster Höckelheim gegründet. In den ersten einhundert Jahren nach seiner Gründung erlebten Kloster und Ort durch Schenkungen der Klosterstifter eine Blüte. Es erwarb daneben Ländereien und ließ selbige in eigener Hand bebauen, die einstmals dem Dorf zugehörig waren, was die Höckelheimer Feldflur allem Anscheine nach verkleinerte. Das schlug sich schließlich auch auf die Einwohnerschaft des Ortes nieder, die allmählich abnahm. Danach begann jedoch ein allmählicher Verfall des Klosters, der sich auch auf die Ortschaft ausgewirkt haben dürfte. 1534 schloss sich Dietrich III. von der Plesse der Reformation an und nahm das Kloster unter eigene Verwaltung. Am 21. Oktober 1545 fand in der Gegend von Höckelheim die gleichnamige Schlacht zwischen Truppen des Schmalkaldischen Bundes und kaiserlichen Truppen unter Führung von Hilmar von Münchhausen statt. 1571 kam das Dorf zur Landgrafschaft Hessen-Kassel, fünf Jahre später setzte Superintendent Bartholomaeus Meyer mit Jacob Eckhardt den ersten evangelischen Prediger in Höckelheim ein, welcher sich anschließend 1578 mit einer bisherigen Klosterjungfrau verehelichte. Zwischenzeitlich errichtete Landgraf Wilhelm eine Art Prediger-Witwenkasse in Hessen und bezog auch das Kloster zu Höckelheim ein. Mitte der 1580er Jahre war es damit verpflichtet an den Höckelheimer Amtmann Hillebrandt Rhusenn jährlich 140 Viertel Korn, 20 Viertel Gerste und 20 Viertel Hafer zu liefern. Das Kloster intervenierte und beanspruchte die Jahreseinkünfte daselbst, da es zu der Zeit bereits die Funktion einer Anstalt unversorgter adliger Damen und Beamtenwitwen geworden war. Die einzige Art des Einkommens bestanden in den ledig gewordenen Pfründen, nachdem ein Mitglied des Klosters verstorben war. Ein weiteres Problem stellte sich Ende des 16. Jahrhunderts mit dem Zugriff der Braunschweiger auf das Kloster und die Beanspruchung der umliegenden hessischen Dörfer. Während Erich II. der Jüngere noch mit konkreten Taten zögerte, ließ sein Nachfolger Herzog Julius in den Dörfern der Herrschaft Plesse 1584 sein Wappen anschlagen. Bedingt durch die Weigerung, nahm er das Kloster schließlich mit bewaffneter Hand ein. Mehrere Mandate rechtfertigten jedoch 1587 eine Rückgabe des Klosters an Hessen, jedoch nicht, ohne vorher einige Güter eingezogen zu haben. Den plessischen Dörfern untersagte Julius jegliche Lieferungen an Früchten und Zinsen an das Kloster. Die Braunschweiger verblieben jedoch bei ihren Rechtsansprüchen, erst der Göttinger Rezess vom 2. Mai 1616 sowie ein zweiter vom 16. Februar 1618 brachten Ruhe in die tätlichen Feindseligen. Heftige Reibereien flammten dennoch während des 17. und 18. Jahrhunderts immer wieder auf.
1807 wurde der Ort dem Königreich Westphalen angegliedert und kam 1813 zum Königreich Hannover. Während der Zugehörigkeit zu Westfalen wies man Höckelheim dem Kanton Moringen, im Leinedepartement, zu. In jener Zeit fielen zahlreiche Privilegien weg, wie beispielsweise die Befreiung vom Militärdienst und der Erlassung von Abgaben, was die finanzielle Not der Einwohner förderte. Eine größere Schädigung erfuhren die Einwohner jedoch im Jahre 1811 durch zwei Brände, von dem der erste am 8. März, der zweite am 18. Oktober stattfand. Letzterer Brand zerstörte das gesamte Dorf bis auf sieben Häuser, wobei die Kirche, welche den Familien als Zuflucht diente, von den Flammen nur wenig berührt wurde. Innerhalb des Klosterkomplexes wurden zudem das Pfarrhaus und einige Klostergebäude eingeäschert. Die übriggebliebenen Erdgeschosse wurden in der Folgezeit zu Stallungen und Ökonomiegebäuden umgebaut. Ein Jahr später, 1812, befand sich vor dem Klostertore auf dem Annenbüh noch die St. Annenkapelle, die allerdings auch Schäden davongetragen hatte. Wenig später brach man sie ab, ohne jedoch die zugehörigen Grabmonumente zu entfernen. Diese wurden jedoch 1833 vom Kirchenvorstand verkauft.
Am 1. Juli 1970 ließ sich die eigenständige Gemeinde Höckelheim freiwillig in die Stadt Northeim eingemeinden.
Am 3. Dezember 1991 wurde in Höckelheim der Münzfund von Northeim-Höckelheim bei Bauarbeiten in der Straße An der Schule entdeckt. Es gilt als der bedeutendste spätmittelalterliche Münzfund in Norddeutschland.

## Politik

### Ortsrat
Höckelheim hat einen elfköpfigen Ortsrat, der seit der Kommunalwahl 2021 ausschließlich von Mitgliedern der Wählergruppe "Wir – Gemeinsam für Höckelheim" besetzt ist. Die Wahlbeteiligung lag bei 67,73 Prozent.

### Ortsbürgermeister
Ortsbürgermeister ist Armin Töpperwien, gleichberechtigte Stellvertreter sind Kerstin Hillemann und Tim-Oliver Köter.

### Wappen
Höckelheim führt seit einer 1948/49 erteilten Genehmigung den plessischen Maueranker im Ortswappen. Weiter befindet sich im Ortswappen ein Lebensbaum auf blauem Grund mit lilienartigen Endblumen. Der Baum symbolisiert das bäuerliche Leben, die Lilie, welche für Reinheit steht, vertritt die Heilige Maria als Patronin des einstigen Nonnenklosters Höckelheim.

## Infrastruktur

### Verkehr
Die Autobahn 7 verläuft circa 2 Kilometer westlich des Orts, wo Höckelheim über die Anschlussstelle Northeim-West zu erreichen ist. Die Ortschaft liegt direkt an der nördlich von Northeim nach Moringen verlaufenden Bundesstraße 241. Die K 421, die als Angerstraße geführt wird, führt in das südlich gelegene Hillerse. Nahe Höckelheim zweigt die Kreisstraße 406 von der B 241 nach Norden in das etwa 6 Kilometer entfernte Hollenstedt ab.
Südlich der Ortschaft verläuft die Sollingbahn (Ottbergen–Northeim).
Eine Tankstelle liegt an der durch die Ortschaft führenden Bundesstraße 241.

### Bildung
Es gibt eine Kindertagesstätte (Kinderkrippe und Kindergarten) und eine Grundschule.

### Einkaufen
Im Ortskern gibt es eine Bäckerei mit angeschlossenem Lebensmittelgeschäft und DHL-Paketshop.

## Kultur

### Vereinsleben
Seit den Zeiten unter der Landgrafschaft Hessen wird im Ort die „Höckel’sche Fastnacht“ gefeiert. Höhepunkt des Festtreibens ist der Rosenmontagsumzug, der einzige dieser Art in Niedersachsen. Somit ist Höckelheim neben Dassensen, Hilwartshausen, Hohnstedt und Lauenberg eine Hochburg des närrischen Treibens im Landkreis Northeim. Weitere Sportarten gibt es im SV Höckelheim.

### Kirche und Religion

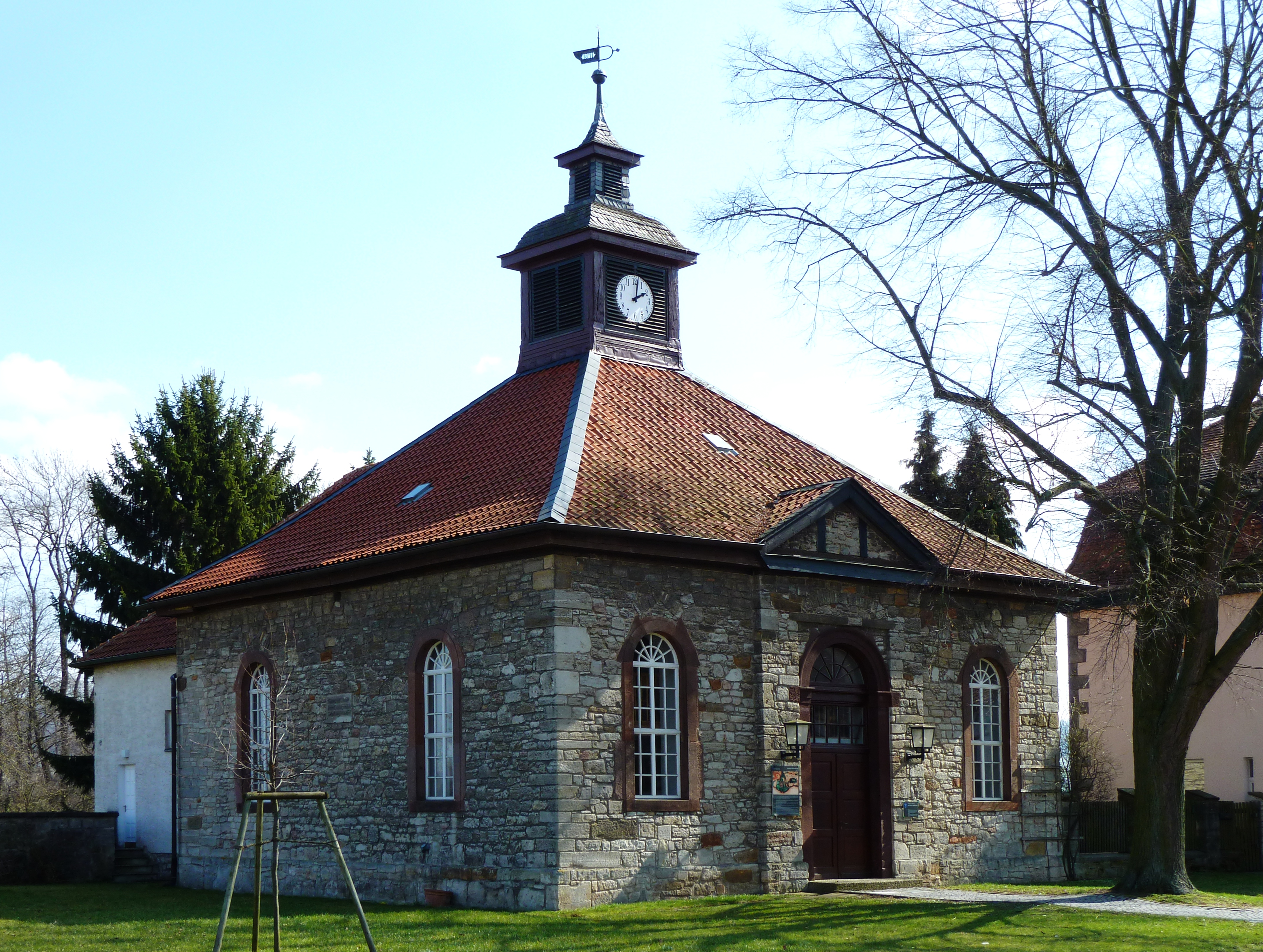
Evangelisch-lutherische Kirche St. Marien

Die Kirche St. Marien wurde 1794 auf dem Gelände des Klostergutes I errichtet. Es handelt sich um einen nahezu quadratischen Bau, dem an der Ostseite im Jahr 1963 ein Anbau zugefügt wurde. Die Bruchsteinwände des Altbaus sind durch in Sandstein gefasste Rundbogenfenster und ein im leicht vorspringenden Mittelteil der Westseite liegendes Eingangsportal gegliedert. Das Zeltdach wird durch einen quadratischen Dachreiter bekrönt, der in der Wetterfahne die Jahreszahl 1871 trägt. Der Anbau ist verputzt. Die Gemeinde der Marien-Kirche gehört zum Kirchenkreis Leine-Solling.
Durch die lange Zugehörigkeit zur Landgrafschaft Hessen-Kassel, dessen Herrscherhaus seit 1605 der reformierten Kirche angehörte, hing die Höckelheimer Kirchengemeinde (mit den anderen Plessedörfern) dem evangelisch-reformierten und nicht dem evangelisch-lutherischen Bekenntnis an, welches im restlichen Südniedersachsen vorherrschend ist. 1815 kam das Gebiet zum Königreich Hannover mit seiner lutherischen Staatskirche. 1828 wurde mit Georg Max (1802–1879) der erste lutherische Pfarrer in die Gemeinde eingeführt, der behutsam die lutherische Gottesdienstordnung in Höckelheim durchsetzte. Max tat sich als Historiker hervor und veröffentlichte 1833 eine „Geschichte des Klosters Höckelheim“, ehe er 1836 auf die zweite Pfarrstelle von St. Aegidien in Osterode berufen wurde und Höckelheim verließ.

## Persönlichkeiten
- Adolph Weber (* 1819 in Höckelheim; † 1893 in Stade), Rechtsanwalt und Politiker
- August von Werder (* 1819 in Hetjershausen; † 1882 in Höckelheim), Orgelbauer